# La Licorne noire
La Licorne noire (titre original : The Black Unicorn) est un roman de médiéval-fantastique écrit en 1987 par Terry Brooks. Il s'agit du second roman de la série Le Royaume magique de Landover.

## Résumé des trois premiers chapitres
Hiver 1987 : Une mystérieuse licorne noire quitte le monde des fées pour entrer dans le royaume de Landover. Pendant ce temps, au château de Bon Aloi, le roi Ben Holiday fait un rêve étrange : son ami et associé Miles Bennet est en danger sur Terre. La même nuit, l'enchanteur royal Questor Thews rêve qu'il retrouve d'antiques grimoires magiques. La belle sylphide Salica, elle aussi a fait un songe. Dans celui-ci, elle est face à une licorne noire et grâce à une bride d'or, elle parvient à la domestiquer. Les trois amis décident de vérifier la réalité de ces visions. Ben retourne à Chicago pour rendre visite à son ami, Questor explore la citadelle en ruine de Mirwouk pour y retrouver les manuscrits et Salica va consulter sa mère à propos de la licorne noire...

## Personnages principaux
- Ben Holiday, avocat et... roi de Landover.
- Questor Thews, enchanteur royal.
- Abernathy, scribe royal.
- Le kobold Navet cuisinier royal.
- Edgewood Dirk, chat prismatique.

## Éditions françaises
- 1995 : La Licorne noire, éditions J'ai lu, traduction de Frédérique Le Boucher (format poche).
- 2001 : La Licorne noire, éditions J'ai lu, traduction de Frédérique Le Boucher (format poche).
- 2008 : La Licorne noire, éditions Bragelonne, traduction de Frédérique Le Boucher (format livre).